# Карусел
„Карусел” је југословенски ТВ филм из 1969. године. Режирао га је Александар Ђорђевић а сценарио је написао Новак Новак.

## Улоге
| Глумац           | Улога |
| ---------------- | ----- |
| Љиљана Газдић    |       |
| Драган Лаковић   |       |
| Ружица Сокић     |       |
| Зорица Шумадинац |       |
| Јелица Теслић    |       |
| Драган Зарић     |       |